# 西京杂记
《西京杂记》，中国古小说集，共129則，每篇短者僅十餘字，長者亦不過千餘字，相傳是東晉葛洪著，一說漢朝劉歆作，史学家顧頡剛在《中國史學入門》指出：《西京杂记》这本书，“讲了汉朝的许多故事。书的作者是谁？没有定论。有的说是劉歆，有的说是晋朝的葛洪”。“西京”指京都长安。全书“采輯既富”，所记多为西汉遗闻轶事、時尚風習、奇人絕技等：如：南粤王赵佗献南海岛所产珊瑚树于长安，王嫱不愿贿画工致远嫁匈奴，卓文君作《白头吟》，每年八月四日，戚夫人總要陪劉邦下圍棋等事，亦出自此书。